# Bogenlampen-Kandelaber in Berlin

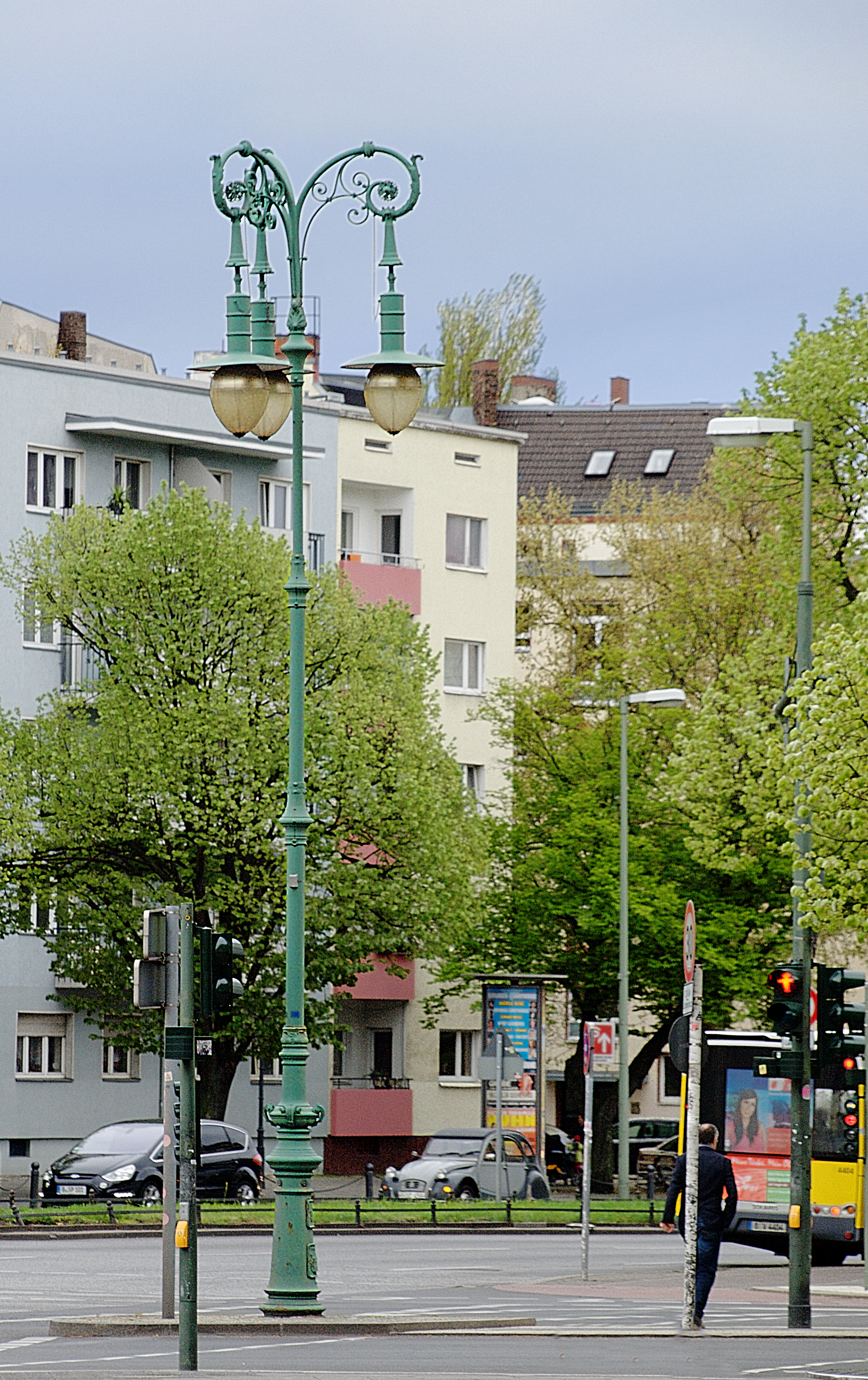
Nachbau des dreiarmigen Witzleben-Kandelabers am Luisenplatz, 2015

Der Begriff Bogenlampen-Kandelaber ist durch die ursprünglich verwendeten sehr hellen elektrischen Kohlebogenlampen entstanden, die in der Zeit zwischen 1880 und 1920 zur Beleuchtung ausgewählter Straßen verwendet wurden. Ab 1920 kamen elektrische Glühbirnen und andere Lichttechnik zum Einsatz, die teilweise auch in die alten Kandelaber montiert wurden.

## Bekannte Bogenlampen-Kandelaber
Bekannte Beispiele historischer Bogenlampen-Kandelaber aus Berlin:
- Schupmann-Kandelaber, entworfen für den Boulevard Unter den Linden 1888, 1935 weitgehend abgebaut und Reste im Zweiten Weltkrieg zerstört und danach endgültig abgebaut. Nachbauten wurden 1992 wieder am Pariser Platz und ab 1998 Unter den Linden aufgestellt.
- Hardenberg-Kandelaber, entworfen um 1900 für die Hardenbergstraße in der damals noch selbstständigen Stadt Charlottenburg. Nachbauten wurden 1987 auf dem Kurfürstendamm errichtet.
- Witzleben-Kandelaber, auch als Bischofsstab bezeichnet. Nachbauten wurden 1987 auf dem Spandauer Damm vor dem Schloss Charlottenburg zwischen Danckelmannstraße und Luisenplatz sowie auf dem Luisenplatz zwischen Spandauer Damm bis vor der Schloßbrücke aufgestellt. Nachbauten dieses Kandelabertyps findet man auch auf dem Kreuzberger Teil des Generalszugs (Yorckstraße ab Hornstraße, Gneisenaustraße und Hasenheide bis vor Hermannplatz).
- Bogenlampen-Kandelaber vom Potsdamer Platz, entworfen 1905 von Emil Högg, 1936/1937 abgebaut.

## Kaum wahrgenommene Bogenlampen-Kandelaber

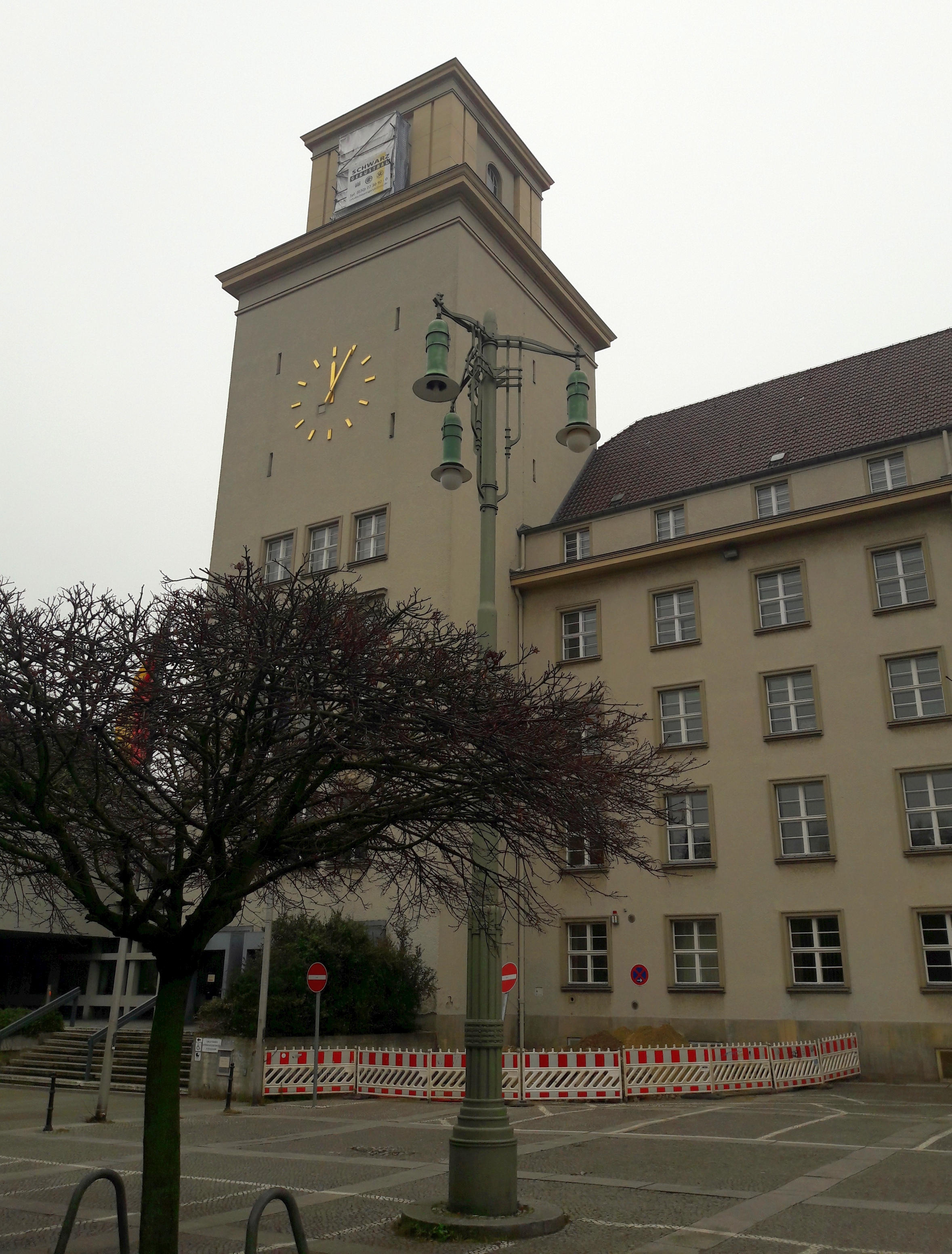
Bogenlampen-Kandelaber am Rathaus Tempelhof, 2020
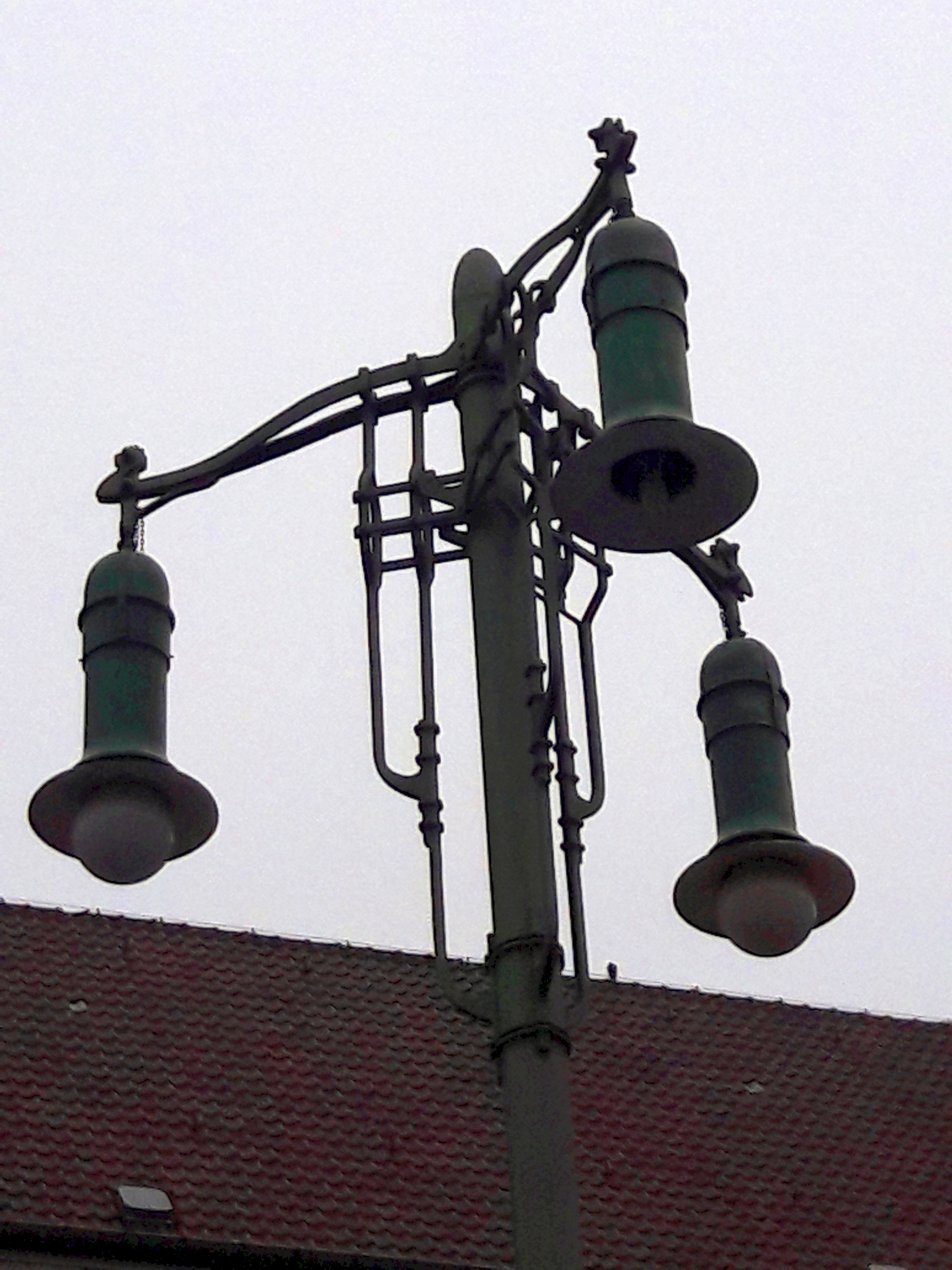
Bogenlampen-Kandelaber am Rathaus Tempelhof, Detail, 2020
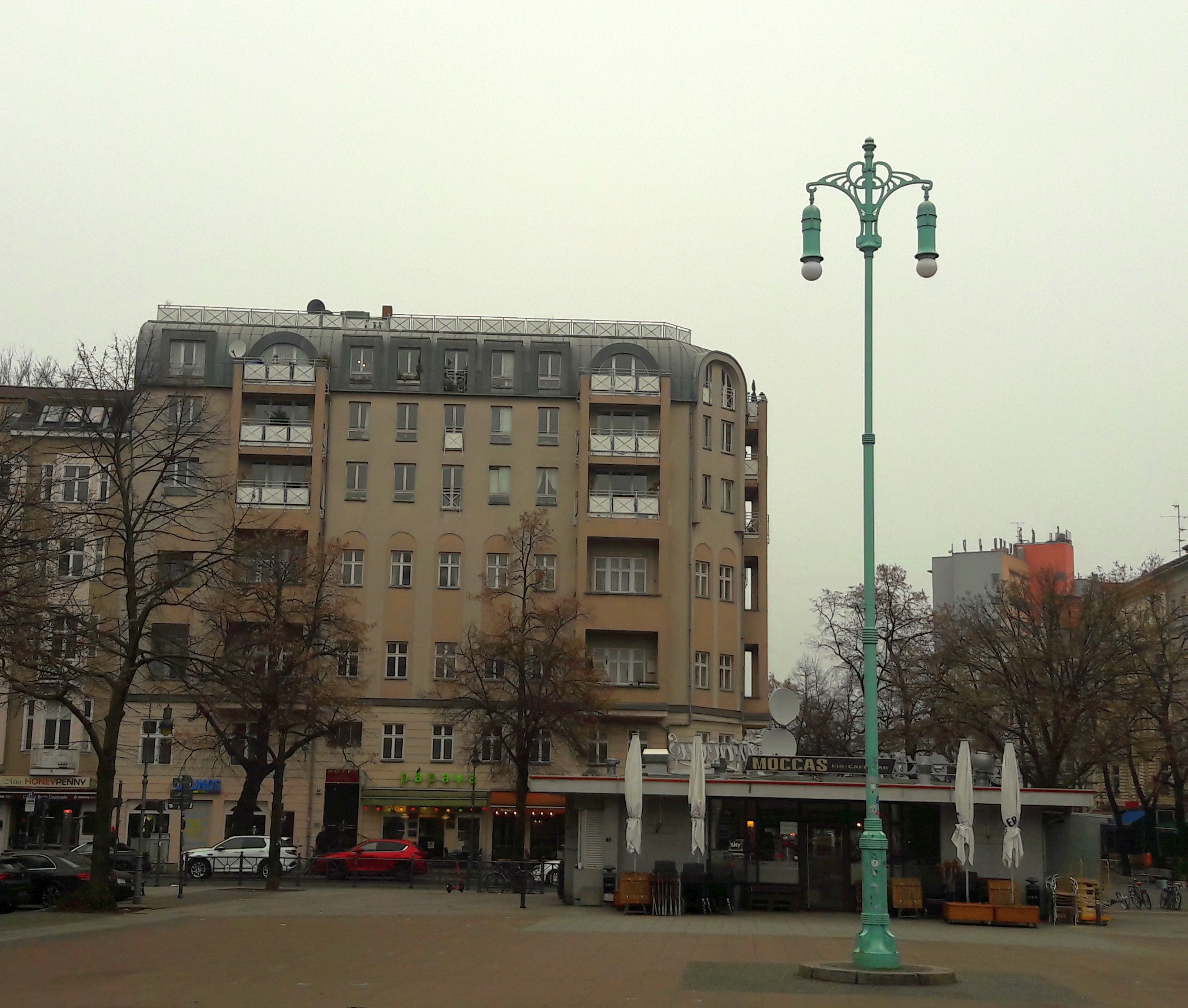
Bogenlampen-Kandelaber am Winterfeldtplatz, 2020
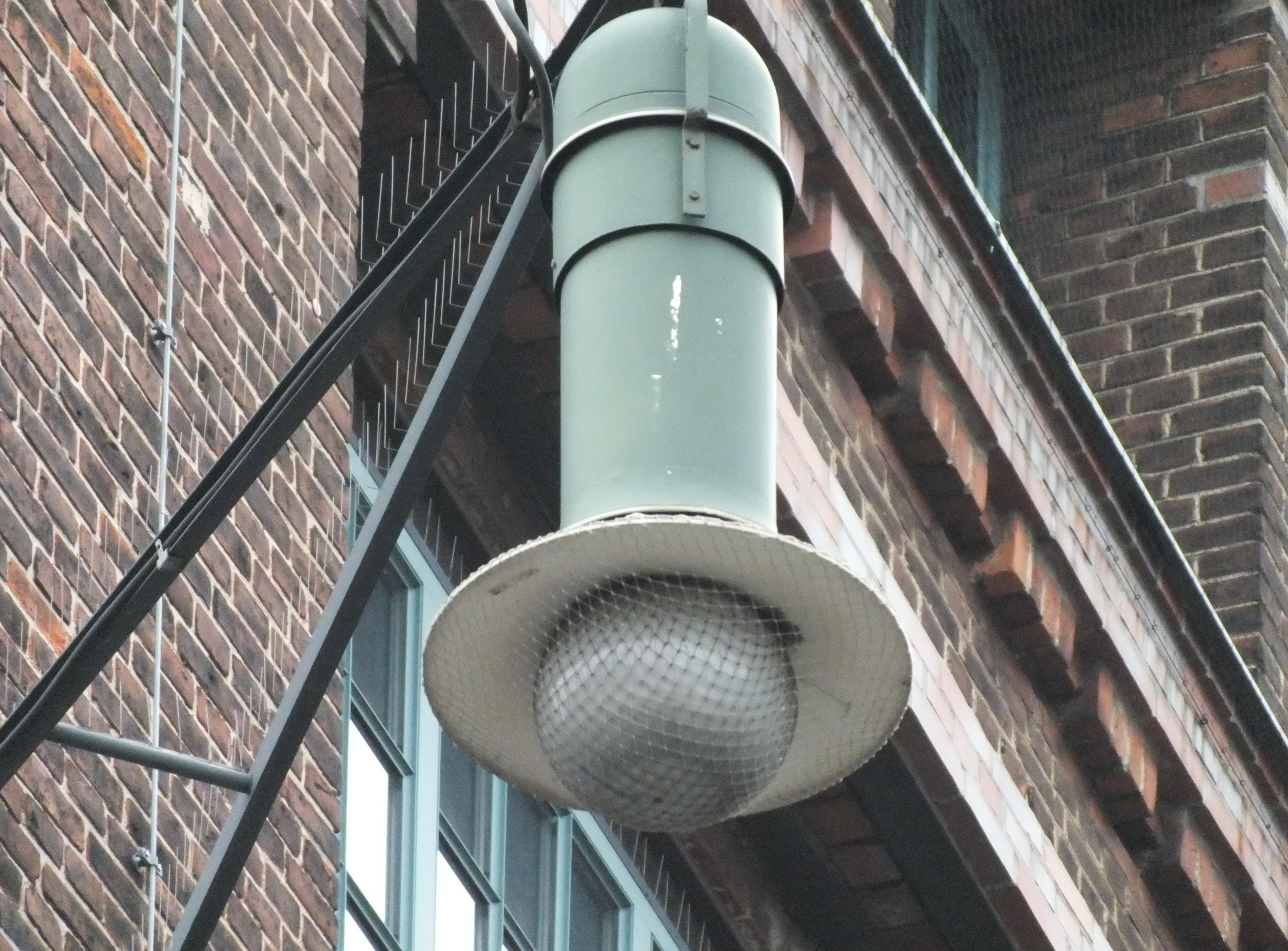
Bogenlampe von Peter Behrens auf dem AEG-Gelände an der Brunnenstraße, 2014

Die Bogenlampenkandelaber am Rathaus Tempelhof und am Winterfeldtplatz wurden 1992 bzw. 1993 mit Nachbauten der von Peter Behrens entworfenen Kohlebogenlampe ausgestattet, die von der Firma Hahnlicht geliefert wurden.
Auf dem AEG-Gelände an der Brunnenstraße befinden sich mehrere Bogenlampen von Peter Behrens, die um 1992 von der Firma Kunstschmiede Berlin restauriert wurden.

## Weitere repräsentative Straßenlicht-Kandelaber
In den 1930er und 1950er Jahren sind weitere Straßenlicht-Kandelaber entstanden, die nicht mehr mit Bogenlampen ausgestattet sind:
- OWA-Kandelaber, auch als Speer-Kandelaber bezeichnet, 1935 für die Ausstattung der Ost-West-Achse entworfen
- Paulick-Kandelaber, die von 1952 bis 1955 in der damaligen Stalinallee, heute Karl-Marx-Allee, in Berlin-Friedrichshain aufgestellt wurden.